# شهرستان تربت حیدریه
شهرستان تربت حیدریه یکی از شهرستان‌های استان خراسان رضوی در شمال‌شرقی ایران می‌باشد. مرکز این شهرستان، شهر تربت حیدریه است. بایگ، رباط سنگ، کدکن و نسر شهرهای دیگر آن هستند. در سال ۱۳۹۵، این شهرستان تعداد ۲۲۴٬۶۲۶ نفر جمعیت داشته‌است که به ترتیب پس از مشهد، نیشابور و سبزوار چهارمین شهرستان بزرگ استان خراسان رضوی است. این شهر پایتخت زعفرانی جهان نیز شناخته می‌شود. این شهرستان در تاریخ ۱۳۱۶ در دومین قانون تقسیمات کشوری ایران ایجاد گردید. شهرستان‌های کاشمر، خواف، رشتخوار، مه‌ولات و زاوه به ترتیب در سال‌های ۱۳۲۲، ۱۳۶۸، ۱۳۸۱، ۱۳۸۴ و ۱۳۸۷ از شهرستان تربت حیدریه جدا و مستقل شدند. این شهرستان واقع در رشته‌کوه کوهسرخ قرار گرفته‌است.

## موقعیت جغرافیایی
شهرستان تربت حیدریه، دارای ۴ بخش است. از لحاظ ارتباط‌دهی در حال حاضر بیش از ۹۳٪ جمعیت شهرستان، از نعمت تلفن بهره‌مند هستند، مضافاً به اینکه ۱۰۰٪ روستاهای بالای ۵ نفر جمعیت شهرستان نیز دارای ارتباط بوده و در مجموع حدود ۹۹٫۸ درصد جمعیت شهرستان به نوعی دسترسی به ارتباط دارند.
این شهرستان از شمال با شهرستان‌های مشهد و نیشابور، از سمت غرب با کوهسرخ و کاشمر، از سمت شرق با شهرستان زاوه و از سمت جنوب با شهرستان‌های مه‌ولات و رشتخوار همسایه می‌باشد.

## تقسیمات کشوری
- بخش مرکزی شهرستان تربت حیدریه
  - دهستان بالا ولایت
  - دهستان پایین ولایت

شهرها: تربت حیدریه
- بخش بایگ
  - دهستان بایگ

شهرها: بایگ
- بخش کدکن
  - دهستان کدکن
  - دهستان رقیچه

شهرها: کدکن
- بخش جلگه‌رخ
  - دهستان پایین‌رخ
  - دهستان میان‌رخ
  - دهستان بالارخ

شهرها: رباط سنگ، نسر

## بحران آب
از میان ۲۸ شهر استان خراسان رضوی، تربت حیدریه یکی از بحرانی‌ترین شهرهای استان در زمینه کم‌آبی محسوب می‌شود. در حدود ۹۲ درصد از منابع آبی تربت حیدریه در بخش کشاورزی و مابقی در بخش صنعت و مصارف خانگی استفاده می‌شود، که این آمار لزوم استفاده از روش‌های آبیاری نوین از جمله آبیاری قطره‌ای، استفاده از لوله‌های دریچه‌دار، آبیاری زیرزمینی و همچنین استفاده از تصفیه‌خانه فاضلاب را گوشزد می‌کند.
در حوزه تأمین منابع آب از حداکثر ظرفیت آبی شهرستان استفاده شده و حتی از چاه بحران در شرایط بحرانی استفاده می‌شود. بررسی مطالعات دشتی تربت حیدریه و زاوه بیانگر آن است که از حیث منابع آبی این شهرها وضعیت بحرانی را هم رد کرده و به مرز تنفس رسیده‌اند. کاهش بارندگی و خشکسالی و کشت محصولاتی که به آب فراوان نیاز دارند همچون چغندر، هندوانه، خربزه، پنبه و همچنین حفر بیش از حد چاه آب از دلایل بحرانی شدن دشت‌های تربت حیدریه هستند. لزوم تغییر اقتصاد شهرستان از کشاورزی به اقتصاد مبتنی بر خدمات و گردشگری و تغییر شیوه کشاورزی از راه‌های برون رفت این شهرستان از بحران آب است.
برای حل بحران آب آشامیدنی در تربت حیدریه و دیگر شهرهای خراسان راهکار دیگری نیز تحت عنوان تجهیز شهرستان چابهار به آب شیرین کن و انتقال آن به خراسان ارائه شده‌است که با توجه به قیمت تمام شده بسیار بالای آن و همچنین مدعی شدن دیگر شهرهایی که در مسیر انتقال آب قرار دارند برای تصاحب آّب، این طرح را عملاً غیرممکن می‌سازد.

## زلزله نگاری
طبق بررسی‌های انجام شده در استان خراسان در هر ۴ سال یک بار زلزله رخ می‌دهد و با توجه به اسناد تاریخی هر ۲۰۰ تا ۱۵۰ سال احتمال یک زلزله مخرب وجود دارد در محدودهٔ تربت حیدریه – بیرجند – قاینات دوره تکراری حدود ۱۰۰ ساله برای زلزله‌های با شدت ۴٫۷ درجه در مقیاس ریشتر پیش‌بینی شده‌است و به ترتیب احتمال وقوع زلزله با شدت ۷–۵٫۶ درجه در مقیاس ریشتر هر ۲۴ تا ۲۵ سال یک بار وجود دارد.

## وضعیت گیاهی و جانوری
در ارتفاعات شهرستان تربت حیدریه درخت‌هایی همچون پسته، تاغ، بادام و زرشک دیده می‌شود. از گونه‌های گیاهی می‌توان از کام تیغ، گرگ تیغ، انواع گونه‌های گز، کاروان کش، بومادران، آویشن، کنگر و کلپوره نام برد.
از پستانداران این ناحیه می‌توان به خارپشت ایرانی، جوجه‌تیغی گوش‌دراز، خفاش نعل اسبی، خفاش بال سفید، دوپای کوچک، موش صحرایی، تشی، خرگوش، پایکا، گرگ، شغال، روباه معمولی، کفتار، گربه وحشی، گربه پالاس و قوچ اشاره کرد. از پرندگان می‌توان پیغو، سارگپه، عقاب، دلیجه، لیل، کبک، قمری، سیاه سینه یا سینه سرخ، پرستو، ماهی خورک، سبزقبا و انواع گنجشک سانان را نام برد. از خزندگان می‌توان به مارهای سمی‌همچون کفچه مار، مار جعفری، و از مارهای نیمه سمی به تیرمار، آلوسر و از مارهای غیر سمی به کورمار، مار آتشی اشاره کرد. از سوسماران انواع آگاما، اسکینک و نیز بزمجه بیابانی مشاهده می‌شوند.

## آداب و رسوم
تربت‌حیدریه هم مانند سایر نقاط دنیا، رسم و رسوم خاص خود را دارد و یکی از مراسم‌هایی که در این شهر با آداب خاصی صورت می‌پذیرد، مراسم عروسی و خواستگاری است.

### زبان
مردم در شهرستان تربت حیدریه به زبان فارسی و گویش تربتی صحبت می‌کنند.

### ازدواج
قبل از خواستگاری رسمی، جمعی از زنان به منزل دختر رفته و دختر را می‌بیند و از سلامت جسمی او آگاه می‌شوند، به این شب، «کدخدایی» گفته می‌شود. در جلسه «بله برون» در رابطه با میزان مهریه و لوازم و اثاثیه و شیربها بحث می‌شود، در این جلسه پسر و پدر خانواده حضور دارند، به جلسه بله برون «جواب استنی» می‌گویند. پس از تعریف کردن شرایط و توافق، پسر و دختر با یکدیگر صحبت می‌کنند و در صورت رضایت عقدکنان برگزار می‌شود. دو روز قبل از عروسی مقداری جنس شامل چند کیسه حنا به‌عنوان «خرباره» یا «خنچه» از طرف داماد به خانه عروس فرستاده می‌شود. غروب همان روز زن‌های فامیل عروس از جانب این خانواده به حنابندان دعوت می‌شوند و اطرافیان عروس حنا می‌بندند.
چند روز بعد از عروسی جوانان محله جمع می‌شوند و داماد را خبر می‌کنند تا مراسم «هیزمی» را انجام دهد. در این مراسم داماد به اولین نفری که پس از جمع‌آوری هیزم به روستا برمی‌گردد، دستمالی ابریشمی و عرقچین هدیه می‌دهد.

### کف زنی
«کف» از شب چله‌های زمستانی و مراسم کف‌زنی یکی از آداب و رسوم قدیمی مردم تربت حیدریه است که ماده اولیه آن از ریشه گیاهی به نام «چوبک» یا «بیخ» به دست می‌آید. بعد از کندن پوست و قطعه قطعه کردن چوبک، آن را چند مرتبه در آب جوشانده و سپس با افزودن شیره انگور در ظرفی به نام تغار، با چوبی ویژه هم می‌زنند تا به گونه کف درآید و پس از سفت و شیرین شدن، در دورهمی خانوادگی شب چله و همراه با شنیدن قصه‌گویی بزرگترها مصرف می‌کنند.

### چهارشنبه سوری
اهالی شهرستان تربت حیدریه در شب چهارشنبه سوری با سوزاندن و دودکردن اسفند و کندر، افشاندن گلاب و مواد خوشبوکننده و… در آخرین چهارشنبه سال، این شب را جشن می‌گرفتند.
آیینی چون «ملاقه زنی» که بخشی از مراسم چهارشنبه سوری بود و تقریباً امروز کسی در شهر این رسم را اجرا نمی‌کند؛ رسمی که در شب چهارشنبه سوری آخر سال اجرا می‌شد. به این ترتیب که کوچک‌ترها به صورت گروهی کاسه مسی یا قابلمه‌ای به دست می‌گرفتند و صورت خود را با پارچه‌ای که به آن چادر شب می‌گفتند، می‌پوشیدند و با کوبیدن ملاقه مسی به کاسه، به خانه همسایه‌ها می‌رفتند و از آنان طلب عیدی می‌کردند و با باز شدن در خانه‌ها بعضی به آن‌ها از آجیل و تنقلاتی که برای شب عید مهیا کرده بودند می‌دادند.